# Pico Kolahoi
El pico Kolahoi es la montaña más alta, con una elevación máxima de 5.425 metros, en Jammu y Cachemira, en las cercanías de Sonamarg, en el distrito de Anantnag. El pico Kolahoi forma parte de la cordillera del Himalaya y está situado entre 15 km al sur de Sonamarg y 21 km al norte de Aru, Pahalgam. Hacia el norte fluye el río Sind y el glaciar de su nombre, el glaciar Kolahoi, es el origen del río Lidder. en las proximidades del valle de Cachemira.
El pico Kolahoi se eleva desde el glaciar Kolahoi, es un pico con forma de pirámide con campos de hielo en su parte inferior. La formación rocosa del pico es extraordinariamente estable con aristas y crestas.

## Glaciar Kolahoi
El glaciar Kolahoi es un valle glaciar en la cordillera noroccidental del Himalaya situado a 26 kilómetros al norte de Pahalgam y a 16 kilómetros al sur de Sonamarg, en el territorio de la unión de Jammu y Cachemira.
El glaciar Kolahoi está a una elevación promedio de 4.700 metros. El pico más alto que lleva el nombre del glaciar es el pico Kolahoi, que tiene una elevación de 5.425 metros. El origen del glaciar está debajo de los circos en el flanco norte del pico Kolahoi. Es la principal fuente del río Lidder y sus aguas se convierten en los afluentes del río Jhelum. Sus aguas sirven a la población del distrito de Anantnag, donde se utilizan principalmente para el consumo y la agricultura. Las aguas finalmente desembocan en el río Jhelum, cerca de Khanabal Anantnag.
El glaciar Kolahoi figura entre las víctimas del calentamiento global, y su superficie se ha reducido de 13,57 km² en 1963 a 10,69 km² en 2005, es decir, una pérdida de 2,88 km² en tres décadas. En 1974 el glaciar tenía unos 5 km de longitud y se sabe que se extendió por lo menos 35 km durante el Pleistoceno. Un análisis detallado de Rafiq y Mishra concluyó que el glaciar se ha reducido de 35 a 09,88 km². Se informa que la tasa de recesión medida desde 1922 hasta 2015 es de 73,26 m por año. Además, la tasa de recesión del frente se encuentra en 16,41 m por año desde 1857 hasta 2015. El desplazamiento de la superficie de los glaciares está vinculado a la reducción de la profundidad de la nieve que, a su vez, se ve afectada por el aumento de la concentración de carbono negro, la temperatura y la reducción de las precipitaciones. Los datos del reanálisis muestran que hay una disminución de aproximadamente 1,08 ± 0,65 cm por década en la profundidad de la nieve sobre el glaciar Kolahoi durante 1979 a 2013. Hay tendencias al aumento decenal de unos 76 nanogramos/m² (estadísticamente significativo) y 0,39 °C (insignificante) en la concentración de carbono negro y la temperatura, respectivamente, sobre el Kolahoi. También se informa de una tendencia decreciente de unos 2,9 mm/mes por década en las precipitaciones en la zona de estudio. Se informa de que hay una disminución de alrededor del 71 ± 24% en la profundidad de la nieve por cada grado de aumento de la temperatura en Kolahoi. La reducción de la profundidad de la nieve como resultado del aumento de la concentración de carbono negro, la temperatura y la reducción de las precipitaciones podría haber dado lugar a la disminución del glaciar Kolahoi. Según otro informe, el Kolahoi es un glaciar colgante y hueco en su interior. Es un asunto de gran preocupación para el Valle de Cachemira. Muchas expediciones han fracasado aquí.
En septiembre de 2018, un grupo de nueve senderistas realizaba una expedición a la cima del Pico Kolahoi y después de alcanzar con éxito la cumbre el grupo quedó atrapado por una caída de rocas cerca de la región de Burdalaw en el glaciar durante su descenso, debido a lo cual el equipo perdió dos de sus miembros: Adil Shah, fundador del grupo Alpine Adventures y Naveed Jeelani que era un oficial administrativo junior de Srinagar. Sus cuerpos fueron recuperados más tarde del glaciar después de dos días debido al mal tiempo.